# Луї Віка
Луї Віка (31 березня 1786, Невер — 10 квітня 1861, Гренобль) — французький інженер.
Він закінчив Політехнічну школу в 1804 році та Школу мостів і доріг в 1806 році.
Віка вивчав вапно і цемент як будівельні матеріали. Першою будівлею з його використанням є міст у Суяку (Дордонь), зведений у 1818 році. Цей матеріал був популярним, але його витіснив портландцемент. Він також винайшов прилад Віка, який досі використовується для визначення часу схоплювання бетону та цементу. Його син Джозеф Віка заснував фірму Vicat Cement, яка стала великою міжнародною компанією з виробництва цементу.
Він був членом Французької академії наук, і його ім'я є одним із 72 імен, викарбуваних на Ейфелевій вежі. У 1855 році Віка був обраний іноземним почесним членом Американської академії мистецтв і наук.